# Sadż
Sadż – rodzaj rymowanej i rytmizowanej prozy, najstarsza forma poezji arabskiej. Początkowo formą tą posługiwali się kahinowie (wieszczowie) do wypowiadania przepowiedni, zaklęć lub objawień (sadż funkcjonował wtedy jako forma ustnej literatury).
Tym samym typem wyrafinowanej prozy posłużono się zapisując Koran. Formy tej – jako doskonałego wzoru prozy artystycznej – używano w uroczystych przemówieniach, listach i pismach urzędowych. W sadżu tworzono także literaturę adabową oraz makamy.